# Box Hill (Surrey)
Pour les articles homonymes, voir Box Hill.

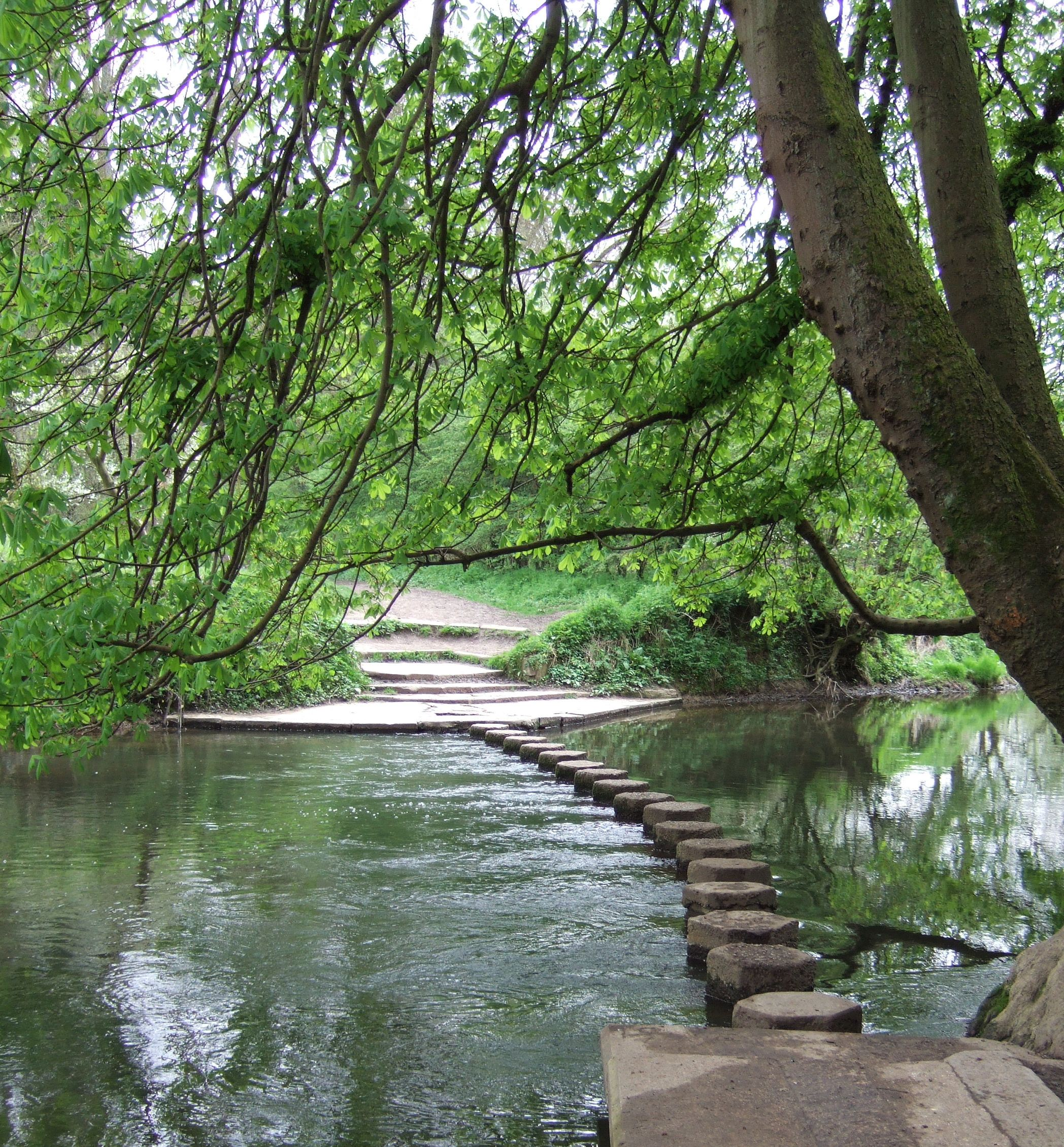
La rivière Mole au pied de Box Hill.

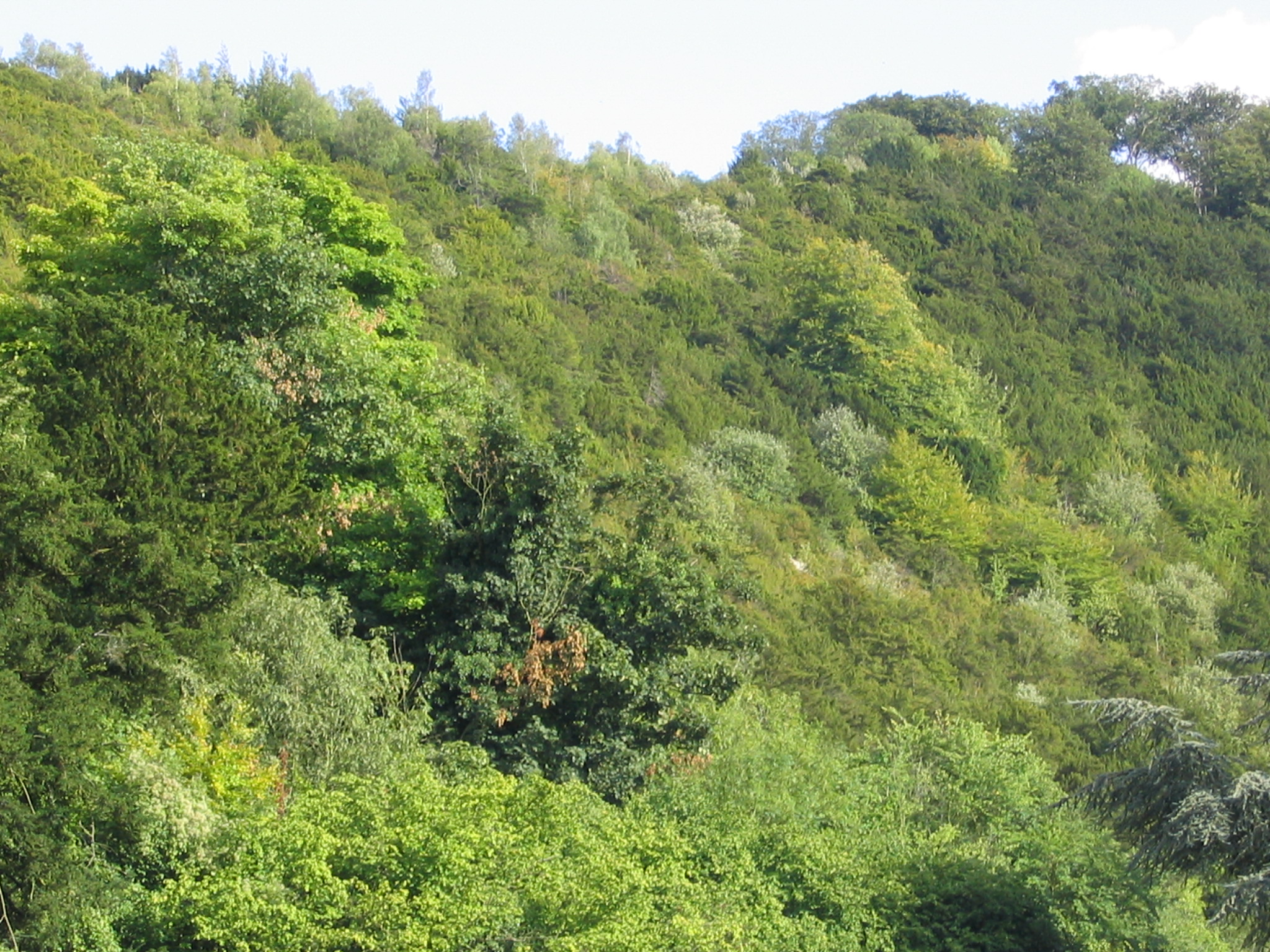
Les arbres sur les flancs de Box Hill.

Box Hill est un endroit réputé pour sa beauté dans les North Downs du Surrey, en Angleterre, non loin de la périphérie de Londres, et surplombant Dorking vers le sud-ouest. La colline tire son nom des box trees, les buis toujours vert, que l'on trouve sur ses flancs escarpés au sud et à l'ouest, en particulier autour des Whites, ces falaises de craie taillées par la rivière Mole.
L'école de Box Hill est située dans le village de Mickleham, à environ 1,5 km vers le nord, et se trouve située entre les villes de Dorking et de Leatherhead.

## Allusions en littérature et en musique

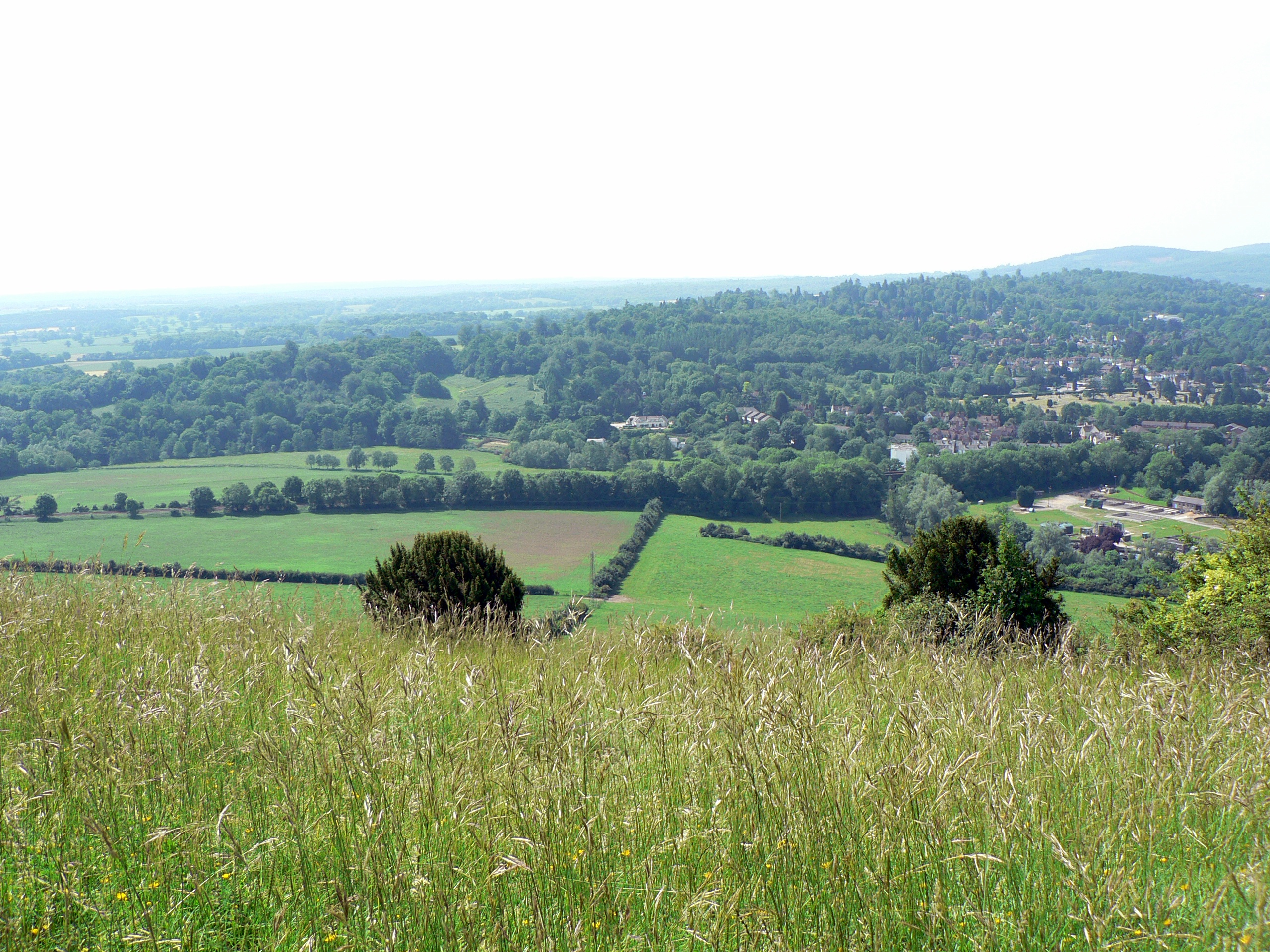
La vue, du sommet de Box Hill'.

La réputation de Box Hill lui a valu de nombreuses références tant en littérature qu'en musique. 
En littérature, une des allusions les plus connues est certainement le passage d'Emma, le roman de Jane Austen, dont un épisode important se passe lors d'une excursion à Box Hill (volume III, chapitre VII).
L'auteur Cyril Hare a placé son roman de 1954, That Yew Tree's Shade à Yew Hill, « la colline des Ifs », dont il reconnaît dans son introduction qu'elle est dérivée de Box Hill, « la colline des Buis ».
Le musicien Ben Watt de Everything but the Girl a écrit une chanson intitulée On Box Hill, publiée sur la face B du single Some Things Don't Matter (Cherry Red Records) en 1983. Cette chanson, qui parle d'un jour ensoleillé sur Box Hill apparaît également sur son album North Marine Drive.